# Epístola a los alejandrinos
La Epístola a los alejandrinos es una epístola pseudoepigráfica atribuida al apóstol Pablo que se menciona en el Fragmento muratoriano, una de las primeras listas del textos canónicos del Nuevo Testamento. El autor anónimo del canon muratoriano consideró esta epístola como espuria, junto con la Epístola a los laodicenses, y se afirma que ambas fueron «falsificadas en nombre de Pablo para [fomentar] el herejía de Marción»: 24:35  Su texto se ha perdido y nada se sabe de su contenido.
El teólogo Theodor Zahn creyó encontrar un fragmento de la Epístola a los alejandrinos en forma de lección -una Epístola litúrgica- en el (siglo VIII) Sacramentario y Leccionario de Bobbio (París Bib cat., Lat. 13246). Se titula Epístola de Pablo Apóstol a los Colosenses, pero no es de esa carta ni de ninguna otra epístola paulina conocida. Otros estudiosos consideran que se trata simplemente de un título alternativo a la Epístola a los Hebreos, pero no han logrado convencer a sus colegas. M. R. James argumentó que la palabra 'fincte' podría ser un error de escriba, como muchos otros en el Fragmento Muratoriano, y que debería ser singular en lugar de plural, y así sólo la carta a los alejandrinos debería asociarse con los marcionitas, no la dirigida a los laodicenses. Joseph Lightfoot sugirió que había un hiato después de 'Pauli nomine', y que 'fincte' no se aplica a las epístolas a los laodicenses ni a los alejandrinos, sino a las epístolas mutiladas de Marción, por lo que el autor no consideraba ninguna de ellas una falsificación.